# Свердловка (Шиловский район)
Свердловка — деревня в Шиловском районе Рязанской области в составе Аделинского сельского поселения.

## Географическое положение
Деревня Свердловка расположена на Окско-Донской равнине на правом берегу реки Средник в 32 км к северо-востоку от пгт Шилово. Расстояние от деревни до районного центра Шилово по автодороге — 41 км.
К северу от деревни Свердловка расположен большой лесной массив, рассекаемый оврагами, спускающимися к реке Средник. К северу от деревни расположены овраги Косой и Кирюля. На юго-запад от деревни на левом берегу реки Средника — урочище Ясная Поляна, к востоку — урочище Чубаров Лес. Ближайшие населенные пункты — деревни Сергиевка 2 и Ореховка, село Аделино.

## Население
| 2010 |
| ---- |
| 1    |

По данным переписи населения 2010 г. в деревне Свердловка постоянно проживает 1 чел. В летний период здесь живут дачники.

## Происхождение названия
Деревня Свердловка получила свое название в честь революционера-большевика, российского государственного и политического деятеля, председателя ВЦИК РСФСР Якова Михайловича Свердлова (1885+1919 гг.).

## История
Деревня Свердловка была образована в 1920-е гг. в результате переселения части крестьян из села Мелехово Чучковского района. В деревне был создан колхоз имени Я.М. Свердлова.